# Ісмаїл II
Ісмаїл II (*اسماعیل میرزا‎‎ бл. 1533 — 24 листопада 1577) — шах Персії у 1576—1577 роках. Захоплювався мистецтвом, був поетом та художником.

## Життєпис

### Молоді роки
Походив з династії Сефевідів. Син Тахмаспа I, шаха Персії, та Султан-Бегум-Мосілю. В 1547 році, коли збунтувався і втік до Османської імперії його стрийко Алкас-мірза, Ізмаїлу доручили замість нього управління Ширваном. Незабаром молодий принц отримав бойове хрещення в битві з Бурханом Алі Халілуллою II, одним з нащадків позбавлений влади династії ширваншахов.
Після перемоги Ісмаїл-мірза стикнувся з османськими військами, які намагалися розширитися зону впливу в Закавказзі. Ісмаїл зумів відтіснити османів з Ширвану, у 1548 році захоплено Карс. Потім 1552 року завдав рішучої поразки Іскандеру, паші Ерзерума. Сефевідському шах-заде вдалося здійснити складний тактичний маневр, який полягав в тому, що кизилбаші шляхом помилкового відступу виманили противника з фортеці, а в відкритому полі оточили і вщент розгромили. Ця перемога принесла йому славу непереможного полководця. Османи, на яких Ісмаїл наводив жах своїми зухвалими блискавичними рейдами, назвали його Делі Ісмаїл (Скажений Ісмаїл).
Після укладення Амасійського договору між Османською імперією та Персією між Ісмаїлом і його батьком Тахмаспом I виник розлад. 1555 році Ісмаїл перебрався до столиці, потім мав отримати призначення намісником хамадану. Проте у 1556 році шах відіслав сина зі столиці управляти провінцією Хорасан. Ісмаїл-мірза продовжував вести себе зухвало і самоправно.
Не спитавши шаха, він послав правителям областей листи з вимогою, щоб вони негайно збирали війська і в порушення Амасійського договору вторглися в османські володіння. Коли про це стало відомо Тахмаспу I, він запідозрив сина в намірі відібрати в нього престол. Тим більше що популярність Ісмаїла серед кизилбашських воїнів була значною. Він негайно змістив сина і відіслав його до фортеця Кахкаха. Надалі, незважаючи на неодноразові прохання наближених, він відмовився пробачити Ісмаїла, так що тому довелося провести в важкому ув'язненні 19,5 років.
У 1575 році, коли Тахмасп I захворів, між наближеними розпочалася боротьба щодо підтримки можливих спадкоємців трону. Найстарший з шах-заде Мухаммад Худабенде, був хворобливим. Ісмаїл сидів у в'язниці, і питання про нього навіть не піднімалося. Тахмасп I висунув як спадкоємця свого третього сина Хайдара. Але серед вождів кизилбашів юнак не користувався достатнім авторитетом. Під час хвороби шаха кизилбашська знать розкололася на дві групи: прихильників Ісмаїла-мірзи (кизилбашські клани афшар, каджар, румлу) та Хайдар-мірзи (устаджлу, шайхаванд).
Після смерті шаха 1576 року прихильники Ісмаїла стали негайно діяти на користь свого ставленика. Хайдар-мірза був схоплений і обезголовлений. Через кілька днів Ісмаїл був звільнений з в'язниці. 14 червня він прибув до столиці Казвіну, а 22 серпня зійшов на престол.

### Володарювання
Незабаром з'ясувалося, що тривале одиночне ув'язнення зробило його вкрай підозрілим і жорстоким. Насамперед Ісмаїл вирішив позбутися від своїх братів — шах-заде Мустафи і Сулеймана. Обидва вони були вбиті в ніч на 1 листопада. Через короткий час були вбиті ще три родича: Махмуд (разом з його однорічним сином), Імамкулі і Ахмад. Слідом за тим почалися страти інших родичів і вищих сановників. Ці беззаконні розправи, а також постійне зростання податків викликали обурення в народі і кизилбашських військах. Проте страх перед шахом Ісмаїлом II був такий великий, що тривалий час не наважувалися відкрито про нього виступити.
Під час свого панування Ісмаїл II здійснив похід проти царства Картлі, сплюндрувавши землі. За наказом шаха до Персії було переселено 30 тис. грузин. також він сприяв переселенню до своєї держави черкесів.
Проте 24 листопада 1577 року шах вийшов переодягненим з палацу і в пошуках розваг пішов по вулицях міста, супроводжуваний сином придворного кондитера Хасан-беком і невеликим почтом. Опівночі він зайшов відпочити в будинок Хасан-бека, і на інший день був знайдений тут мертвим. Існувало багато версій його смерті. Одна з них, на думку дослідників, є найбільш правдоподібною: за нею Ісмаїла II було отруєно однієї з невільниць гарему, яка підмішала отруту до опіуму, який полюбляв шах. Зроблено це було нібито за наказом сестри Ісмаїла — Періхан-ханум.

## Особисте життя
У Казвіні Ісмаїл проводив багато ночей з коханцями-чоловіками, а його гомосексуальність була широковідомою. Це контрастувало з фанатизмом його батька Тахмаспа; однак він не намагався зупинити Ісмаїла до зими 1555 року, коли стало відомо, що Ісмаїл зламав ногу під час прогулянки зі своїм супутником. У 1557 Тахмасп наказав ув'язнити Ісмаїла під приводом його гомосексуальності та зловживання наркотиками.

## Родина
- Шахшуджа (1577—1578)
- Ашархан-бей
- Таранез-хан
- Царсес-бей
- Ісміхан-ханум
- Гаресах-шах